# طريق 135 (السعودية)
الطريق 135 أو طريق ينبع-ثول السريع أحد الطرق الثانوية في السعودية. يبدأ الطريق جنوباً من تقاطعه مع الطريق السريع 5 في ثول ويمر بكل من رابغ ومستورة وبدر وينتهي عند التقائه مع بداية الطريق السريع 60 عند تقاطعه مع الطريق السريع 5 في ينبع الصناعية.